# Yoshite Moriwaki
Yoshite Moriwaki (jap. 森脇由晃 Moriwaki Yoshite; ur. 20 listopada 1954 w prefekturze Wakayama) – japoński zapaśnik walczący w stylu klasycznym. Olimpijczyk z Montrealu 1976, gdzie zajął czwarte miejsce w kategorii 48 kg.
Odpadł w eliminacjach mistrzostw świata w 1977 i 1978 roku.